# Мехерпур (зіла)
Мехерпур (бенг. মেহেরপুর, pron: meɦeɾpuɾ) — північно-західний район дивізіону Кхулна на південному заході Бангладеш. Межує з індійським штатом Західна Бенгалія на заході та з бангладешськими районами Куштія і Чуаданга на сході. До здобуття незалежності Мегерпур був підрозділом району Надія. Район має площу 716,08 квадратного кілометра (276,48 миля2).

## Історія
За словами Ашрафа Сіддікі, район названий на честь дервіша XVI століття Мегер Алі Шаха.
Тимчасовий уряд Бангладеш був сформований і урочисто приведений до присяги в селі Байдянаттала в Мехерпурі (пізніше перейменованому на Муджібнагар) 17 квітня 1971 року під керівництвом Таджуддіна Ахмеда та Саїда Назрула Іслама. Усю церемонію проголошення було організовано місцевими лідерами під наглядом Момін Чоудхурі та ММ Рустома Алі. Після того дня, 18 квітня 1971 року, пакистанська армія вбила 8 людей у селі Амджхупі. Мегерпур став районом у 1983 році.

## Адміністративно-територіальний поділ
Район Мехерпур розділений на три упазіли : Гангні Упазіла, Мехерпур Садар Упазіла та Муджібнагар Упазіла . Мехерпур — район, розташований у південно-західній частині Бангладеш. Маючи площу приблизно 716 квадратних кілометрів і населення понад 0,8 мільйона людей, Мехерпур є головним центром сільського господарства та торгівлі в регіоні. Штаб-квартира округу розташована в місті Мехерпур, яке також є найбільшим містом округу.